# Sturm
L'Sturm, Federweisser, Fiederwäissen o burčák (segons la seva nomenclatura austríaca, alemanya, luxemburguesa i txeca, respectivament), és un vi elaborat mitjançant most, a partir de raïm, fermentat durant un període molt curt.
Tot i que aquest vi jove es troba principalment a les regions esmentades abans, també es produeix a Eslovàquia, Eslovènia, Hongria i França, amb varietats de raïm determinades.
A Alemanya se l'anomena Federweisser, un nom que prové de la comparació del llevat en suspensió amb plomes blanques que ballen al fons del got. A Àustria, se'l coneix com a Sturm (o tempesta), ja que, en un inici, el suc és dolç, fresc i baix en alcohol i, a mesura que avança la fermentació, adquireix un color tèrbol i fa sensació de formigueig. El terme Federweisser pot portar a confusió en llocs com Suïssa, on és emprat per a denominar els vins blancs elaborats a partir de raïms negres.
Aquest tipus de most s'elabora sobretot a principis de tardor, fruit de la primera verema de la temporada.

## Història
No es tenen grans evidències de l'origen del most, però des que es va començar a cultivar el raïm, se'n va utilitzar el seu derivat, el suc de raïm. A partir d'aquest i d'una manera espontània, es va dur a terme el procés de fermentació, obrint pas a allò que avui dia coneixem com a vi.
Tot i no trobar grans evidències, hi ha algunes referències al most de raïm des de l'antic Egipte a partir del culte a Osiris, déu i rei mític de l'Antic Egipte, el qual demostrava la seva afició pel suc de parra. Els grecs i els romans també explicaven als seus escrits com conservar el most a una temperatura adequada, introduint-lo en un pou, i després de trenta dies, retirant-lo. En treure'l del pou el most hauria patit una clarificació per l'acció de l'aigua freda que precipitava els tartrats i altres matèries.
Pel que fa a la història més recent, l'interès per l'estudi dels sucs de raïm va sorgir als anys cinquanta, ja que es considerava que tenia totes les característiques essencials en termes de nutrició i sabor per considerar-lo un producte ideal de moda.

## Tipus de raïm

#### Blaufränkish

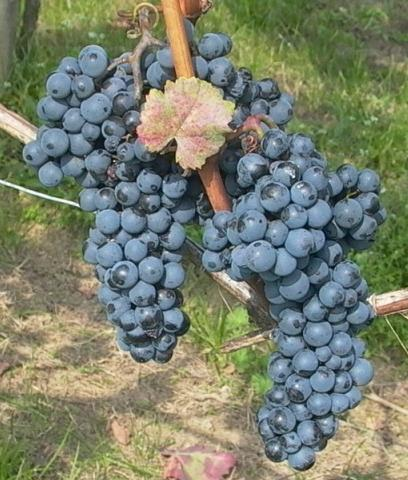
Raïm Blaufränkish

La varietat va ser identificada a Àustria a mitjans del segle XVIII, encara que probablement va ser present durant molts segles abans. No va rebre el seu nom actual fins a la dècada de 1860). Encara que no és exclusiva d'Àustria (és la mateixa varietat que la Kékfrankos d'Hongria, Lemberger d'Alemanya i Borgonja a Croàcia), és una de les varietats líders del país, amb més de 3.000 hectàrees de vinyes.
És un raïm de maduració tardana i necessita sòls càlids, per la qual cosa si es conrea en excés pot tenir dificultats per a madurar i mostrar sabors verds. És una varietat robusta: el raïm té pells gruixudes, per la qual cosa poden resistir malalties i podrir-se la majoria dels anys.
Blauburguer
Es tracta d'una varietat de raïm vermell creat en 1923 pel Dr. Zweigelt de Klosterneuburg. Va ser dut a terme mitjançant l'encreuament de les varietats Blauer Portugieser i Blauflänkisch, amb la condició d'aconseguir una varietat que pogués donar vins de color intens. Hi ha al voltant de 742 hectàrees plantades, encara que moltes de les produccions semblen ser utilitzades en mescles. És sensible a les gelades i atreu la floridura, per la qual cosa cal preguntar-se si el Blauburger és realment útil, sobretot perquè el vi tendeix a ser neutre i lleuger, amb poca acidesa.

#### Bouvier

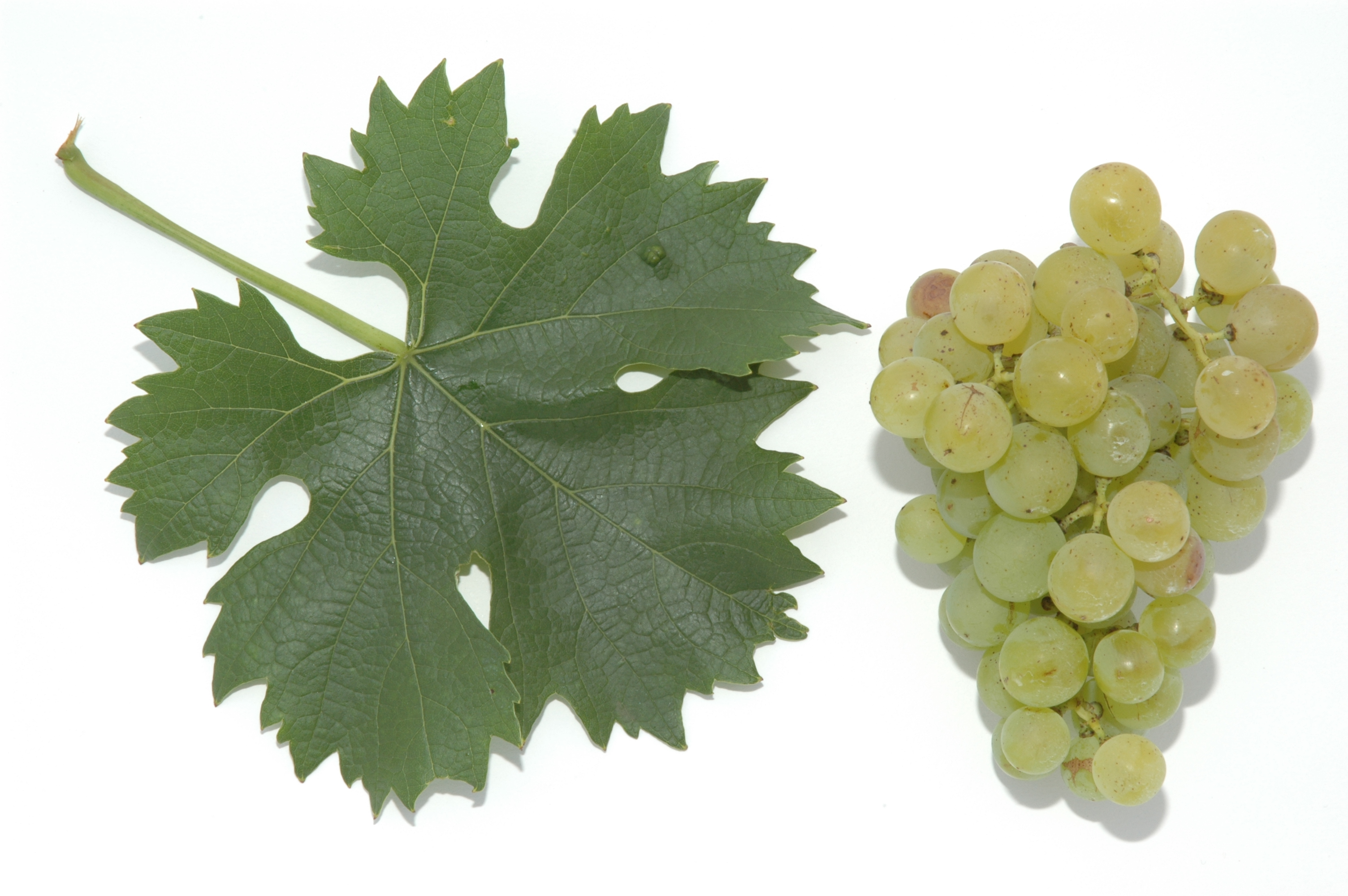
Raïm Bouvier

Es tracta d'una varietat de raïm blanc d'origen anònim, descobert pel banquer Clotar Bouvier qui el va identificar a Eslovènia l'any 1900 i va conrear a Estíria (Àustria). També va vendre aquesta varietat de raïm a Àustria i Eslovènia.
Avui dia es disposa d'aproximadament 220 hectàrees de vinya, caracteritzades per baies petites, rosàcies i de pell fina. La seva textura fa que es podreixin amb facilitat, la qual cosa la va fer popular en el passat com a base de vins botritzats, malaltia que afecta principalment a les vinyes. El Bouvier madura aviat, però és sensible al míldiu i els rendiments són variables. Encara que pugui donar vins concentrats, sovint manca de sabor i pot tornar-se encaramel·lat en envellir. La seva baixa acidesa fa que rares vegades es produeixi com a vi d'una varietat, sent sovint part de mescles. El Heurige de Viena es pot oferir sense adulterar, la qual cosa la converteix en una varietat el Sturm.
Dornfelder

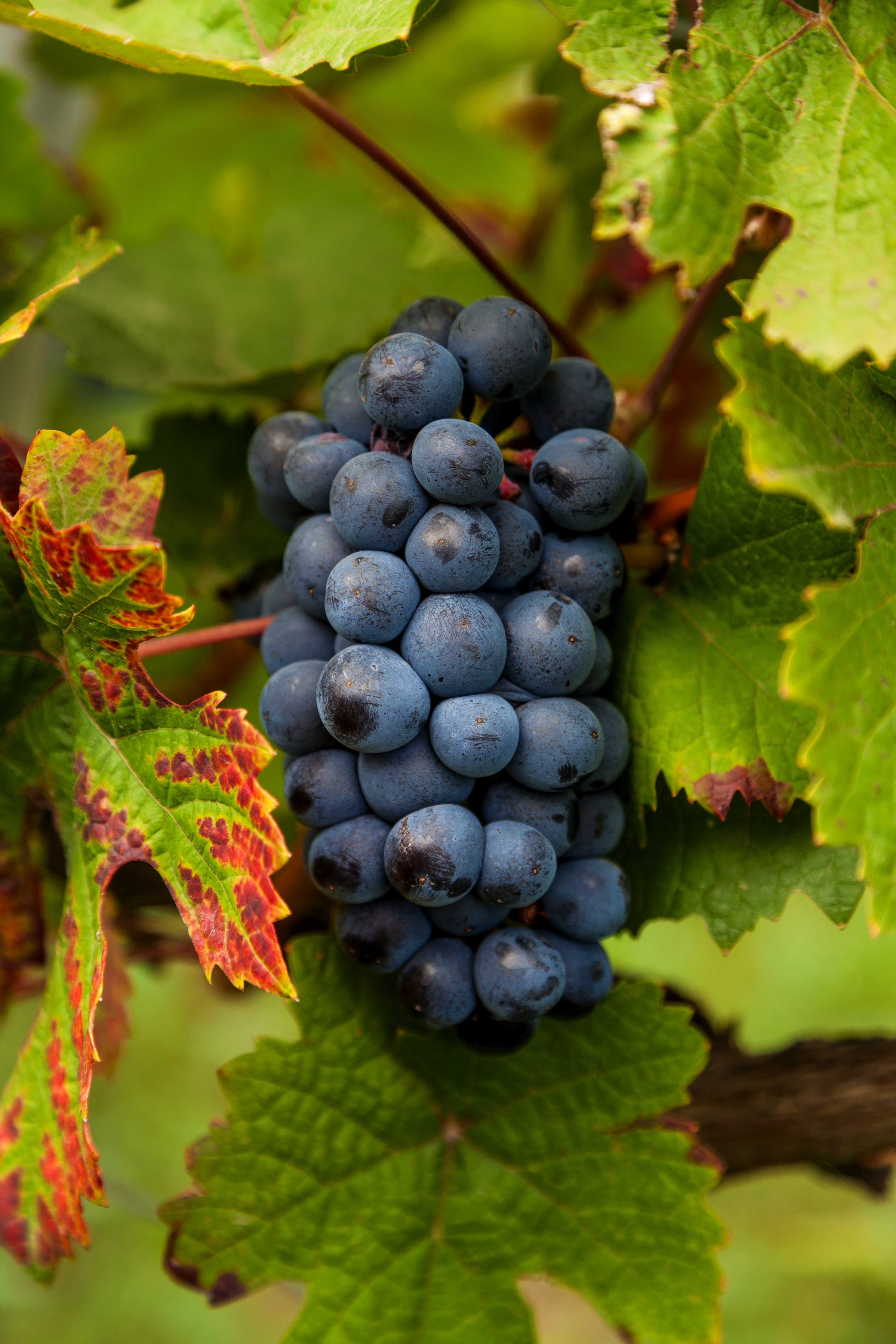
Raïm Dornfelder

És un raïm negre híbrid desenvolpat en 1955 per August Herold en Weinsberg, tot i que no guanyà popularitat fins a la dècada dels vuitanta, quan fou acceptada pel govern Alemany, i a principis del segle XXI va doblar la seva àrea de conreu al país. Es tracta d'un encreuament entre Helfensteiner (Fruhburgunder x Trollinger) i Heroldrebe (Blauer Portugieser x Lemberger). Es caracteritza per ser un raïm no gaire demandat, amb rendiments alts i fiables (fins a 150 hectolitres/hectàrea), on cal destacar una millor qualitat limitant els rendiments. A més, és sensible a les gelades i a les infeccions per fongs. Aquesta varietat de raïm es planta en sòls de granit i loess, la qual cosa aporta a aquest raïm la barreja fina entre mineralitat i fruita. Donat el seu creixement sota el clima continental, que sovint pateix gelades, els vins produïts amb aquesta varietat de raïm es caracteritzen per ser baixos en alcohol.
A més a més, es disposa del voltant de 8231 hectàrees on es destaca el color vermell fosc, sovint amb tons fruiters amb tanins moderats.

#### Sankt Laurent

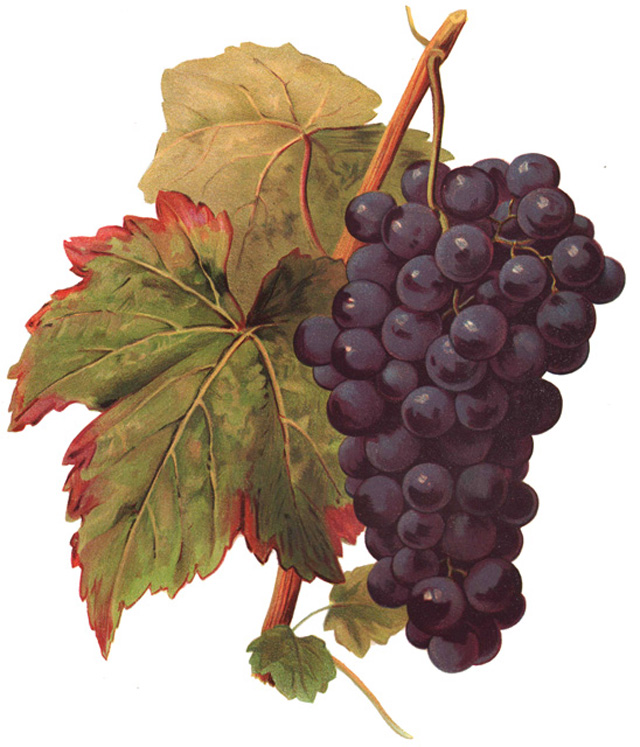
Raïm Saint Laurent

També anomenada Svätovavrinecké a Eslovàquia, es tracta d'una varietat de raïm de color vermell fosc, amb baixa acidesa, amb tanins vellutats, aromes de fruits silvestres del bosc i cireres negres de les quals es troba una plantació d'aproximadament 732 hectàrees. Originada a Alsàcia (França), va ser portada al monestir de Klosterneuburg en el segle divuit com bé afirma el Dr. Wolfgang Hamm de Klosterneuburg. Després va ser expandit a altres països on també podem trobar-lo, com són Eslovàquia i la República Txeca, tot i que on més es cultiva és a la regió austríaca de Burgenland.
Creix millor en sòls pobres, frescos, pedregosos, però ben drenats que restringeixin el seu vigor natural. La tendència a ensopegar en la floració també és responsable dels baixos rendiments. També pot sofrir botritis, ja que els raïms són compactes, per la qual cosa és fonamental un bon drenatge. Resisteix períodes de molta calor i mai desenvolupa nivells molt elevats de sucre i, per tant, tampoc d'alcohol. Els vins tendeixen a tenir un pH alt, per la qual cosa els enòlegs han d'estar atents als brettanomyces.

## Producció i elaboració

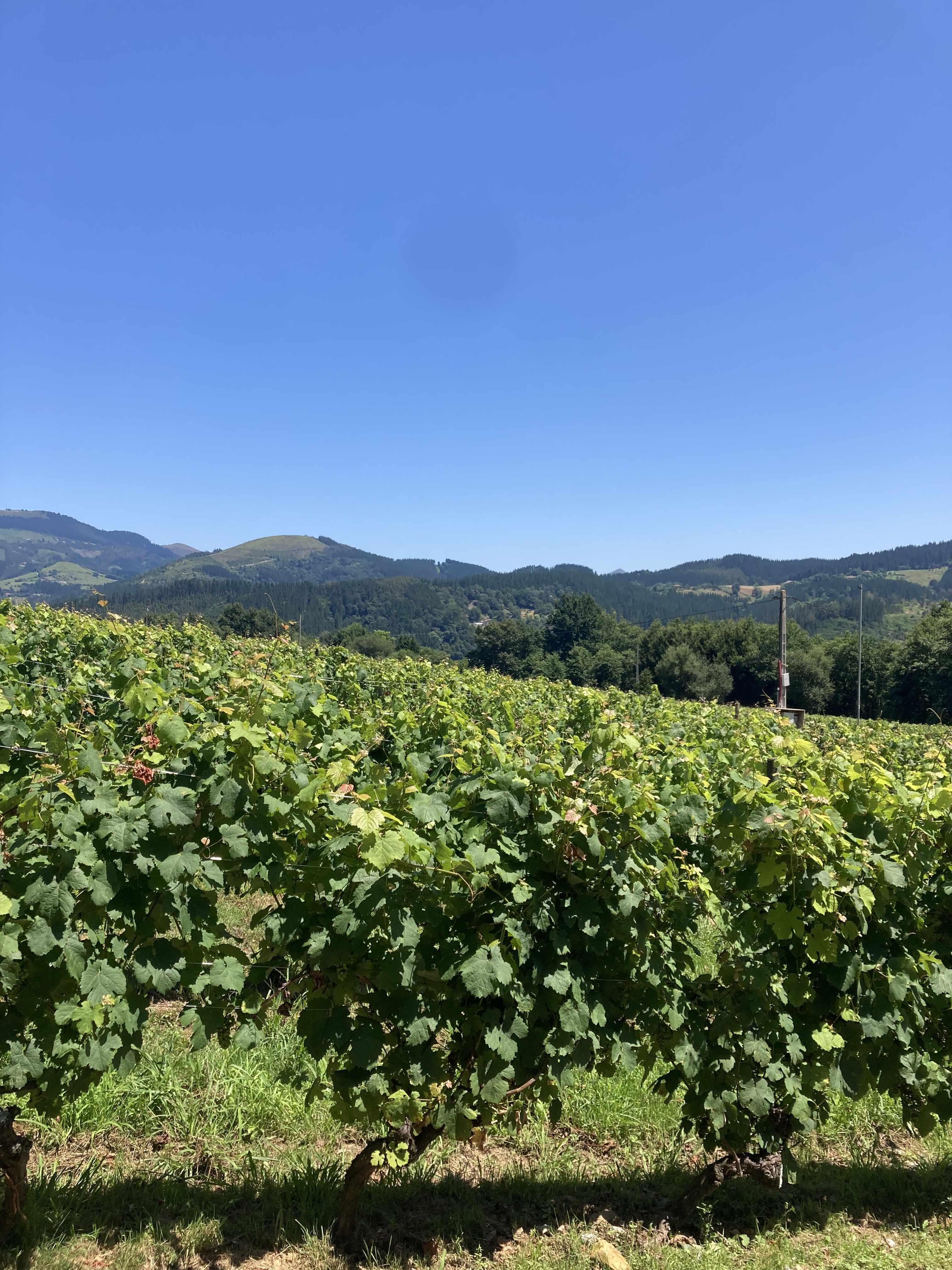
La Verema. Viñedo Astobiza Okondo, Araba

### La verema
El moment de la verema depèn de la classe i la maduresa del raïm. En el cas de l'Sturm, atesa la seva ràpida fermentació, requereix que la verema es faci poc abans dels mesos de setembre i octubre, moment en què es consumeix aquesta beguda. La realització correcta de la collita influirà de gran manera en la qualitat del producte final.
La recol·lecció del raïm únicament es duu a terme després de la indicació de les autoritats pertinents. Per determinar el moment precís de la verema, s'executen diverses anàlisis de la fruita en diferents punts de la vinya. El clima és un punt important a tenir en compte i aquest ha de ser sec, ja que les pluges poden augmentar la quantitat d'aigua al raïm produint un most diluït.
Després de la selecció dels raïms de qualitat es transporten des de la vinya fins al cup (lloc on es fa el premsatge). En aquest moment, s'eliminen les restes de fulles i els raïms en males condicions i es condueixen a les màquines d'estrènyer.
Per a aquest procés, es fan servir principalment la màquina de cilindre, que consisteix en dos cilindres acanalats que giren en sentit invers i aixafen el raïm i, la màquina de centrífuga, la qual posseeix un cilindre perforat dins del qual giren unes paletes a mil dues-centes revolucions per minut.

### Premsatge del raïm
El premsatge del raïm és la tècnica que es duu a terme per tal d'extreure el suc dels fruits mitjançant tècniques de pressió, amb l'objectiu d'obtenir tot el suc potencial i obtenir allò que es coneix com a most. D'aquesta manera obtenim un líquid tèrbol, pel fet que conté partícules en suspensió formades per la cel·lulosa i les matèries pectiques de les parets cel·lulars, la coagulació de protoplasma, les precipitacions en flocs proteics i també pels residus l'hollejo.
Cal que el procés de premsatge sigui suau i lent per alliberar el màxim de most possible, però sense trencar les pellofes ni les llavors, ja que contaminen el líquid de resines, greix i tanins.
Per al premsatge es fan servir diverses màquines que consisteixen en uns rodets d'acer inoxidable o un altre material, de vegades coberts de cautxú, amb una distància gradual entre ells, de manera que triturin el raïm sense trencar la llavor. També s'utilitzen premses horitzontals sobre les quals s'aplica pressió als dos extrems.

#### El sofrat del most
Després del premsatge, s'afegeix diòxid de sofre (SO₂) al most obtingut, el qual s'obté a partir de la crema de sofre pur o per la dilució de les sals. D'aquesta manera, s'aconsegueix inactivar els microorganismes indesitjats, acidificar el medi, impedir l'acció d'enzims oxidases sobre els tanins i els colorants i retardar l'inici de la fermentació per afavorir la separació de la pell.

#### La clarificació del most
Abans de dur a terme la fermentació, cal eliminar les impureses restants, com ara restes de raïm, espores o altres substàncies. La manera més ràpida i senzilla de fer-ho és mitjançant sedimentació, de manera que les partícules sòlides es dipositen al fons i poden ser eliminades. Hi ha altres mètodes per fer una clarificació més específica, com ara la centrifugació, la filtració o l'addició de gelatina, enzims pectinolítics, bentonita o carbó activat.

#### L'escalfament del most
Al most també se'l sotmet a un escalfament a 87 °C de curta durada seguit d'un refredament a 15 °C també de curta durada per acabar d'eliminar els microorganismes indesitjats, inactivar els enzims oxidases i estabilitzar les proteïnes. L'escalfament pot portar a petites pèrdues de polifenols i altres compostos aromàtics en determinades varietats de raïm.

#### La correcció del contingut de sucre i l'acidesa
Els continguts de sucres i àcids del most determinen en gran part les característiques del producte final, a més, és important controlar aquests dos paràmetres en etapes prèvies per no haver de modificar-los a les etapes finals.
El contingut de sucres es regula en funció del pes del most i de la quantitat d'alcohol que es vol assolir i per regular-lo es fa servir sacarosa principalment. Pel que fa al grau d'acidesa, s'augmenta afegint àcid tàrtic o cítric. Aquest darrer paràmetre és especialment important pel fet que, en primer lloc, cal un determinat grau d'acidesa perquè es pugui dur a terme la fermentació, sent un valor de pH al voltant de 4,0 l'òptim perquè els llevats puguin fer la seva funció. A més, impedeix el creixement de microorganismes indesitjats que facin un altre tipus de fermentació. Un grau d'acidesa correcte millora el rendiment alcohòlic i millora la qualitat del vi.

### Fermentació
El vi Federweißer és most de raïm que es troba en ple procés de fermentació. Aquest most és el suc del raïm per a vinificació que s'obté en finalitzar el premsatgege del raïm. Després del corresponent tractament i emmagatzematge, el most es convertiria en vi una vegada finalitzat el procés de fermentació. Per aquesta raó, la Federweisser no es produeix específicament com una espècie de beguda, sinó com un dels primers productes de la producció de vi.

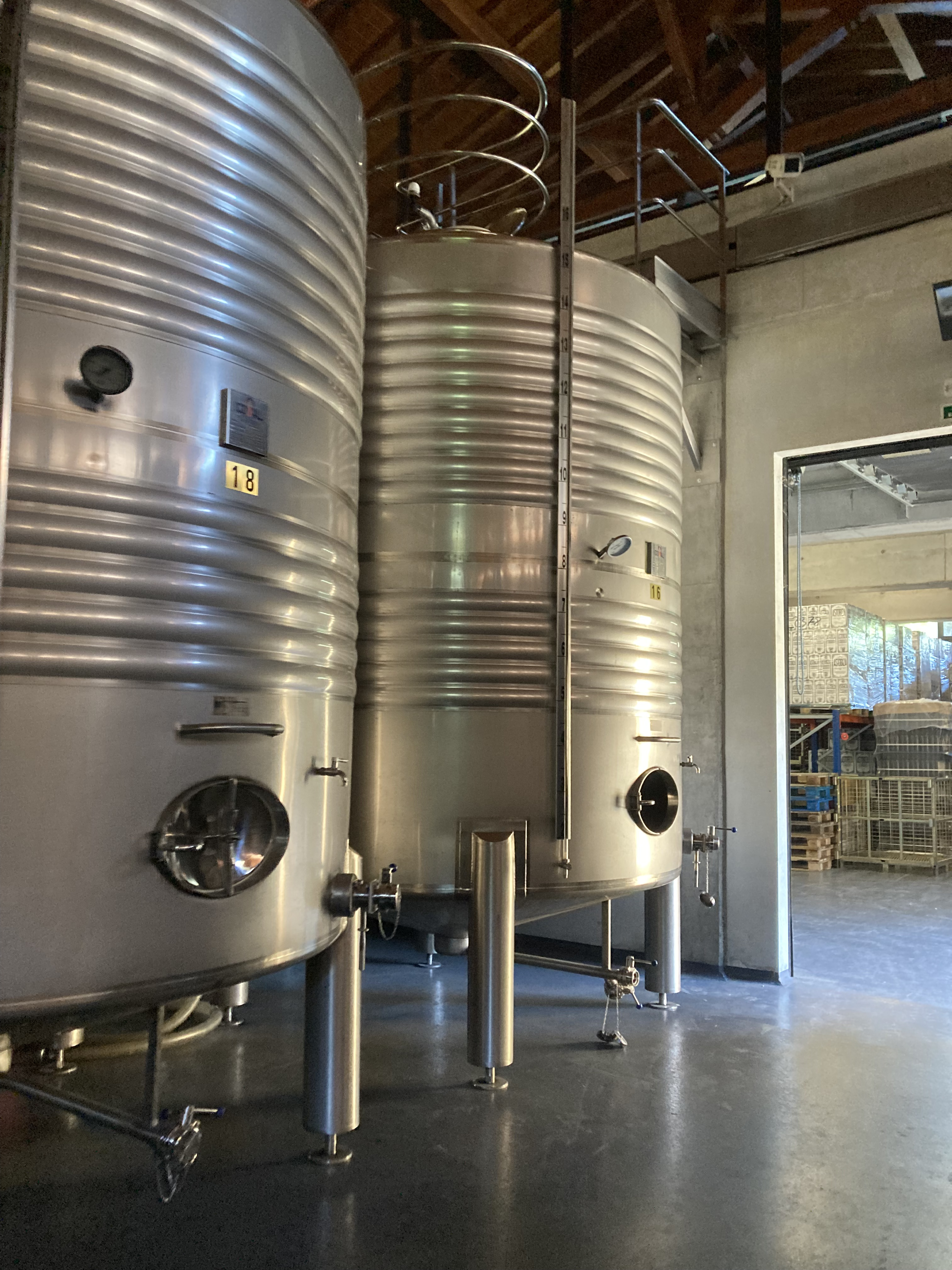
Fermentador. Viñedo Astobiza Okondo, Araba

Una vegada s'ha agregat el llevat, la fructosa present en el raïm es descompon en alcohol i diòxid de carboni (glucòlisis). Quan s'hagi aconseguit un contingut d'alcohol del 4%, l'Sturm pot vendre's. Contínua fermentant fins que el sucre es descompon del tot i aconsegueix una graduació del 10-11%.
Durant la fermentació es sol treballar a temperatures del voltant de 13 °C, subòptimes pel creixement de S. cerevisiae, ja que el que busca no és una velocitat de creixement elevada sinó producció d'etanol i de certs productes que aportin aromes i sabors, i la retenció d'aquests. A 13 °C es produeixen menys derivats de l'acètic (àcid acètic, acetaldehid i acetat d'etil). S'ha demostrat que, en la producció de sake, aquesta temperatura es transcriuen determinats gens del llevat que estan relacionats amb la síntesi d'èsters, que aporten aromes a aquesta beguda.
El fet que la fermentació no s'hagi finalitzat, requereix que l'ampolla no sigui tancada hermèticament. Les tapes de les ampolles en les quals s'introdueix Federweißer tenen obertures o tapes especials a través de les quals pot escapar diòxid de carboni (CO₂). Sense això, la pressió en l'ampolla augmentaria fins a esclatar.

### Microorganismes presents en el process de fermentació
La fermentació del most de raïm és un complex procés microbiològic que implica interaccions entre llevats, bacteris i fongs filamentosos.
Els llevats, que exerceixen un paper crucial en el procés de producció del vi, són fongs unicel·lulars que es reprodueixen per gemmació. A pesar que siguin presents en tota la naturalesa, no apareixen a l'atzar, sinó que es troben en hàbitats específics on diferents espècies formen comunitats. Dins de l'entorn vitivinícola (hàbitat), la vinya (superfícies de raïm) i el celler (superfícies d'equips i most) poden considerar-se nínxols especialitzats on els llevats relacionats amb el vi poden formar comunitats.
Les espècies de llevat que es troben en diferents nínxols associats amb el creixement del raïm (vinyes) i la producció de vi (cellers, most de raïm, fermentació i vi) es poden dividir arbitràriament en dos grups, és a dir, el grup Saccharomyces i el grup no Saccharomyces.

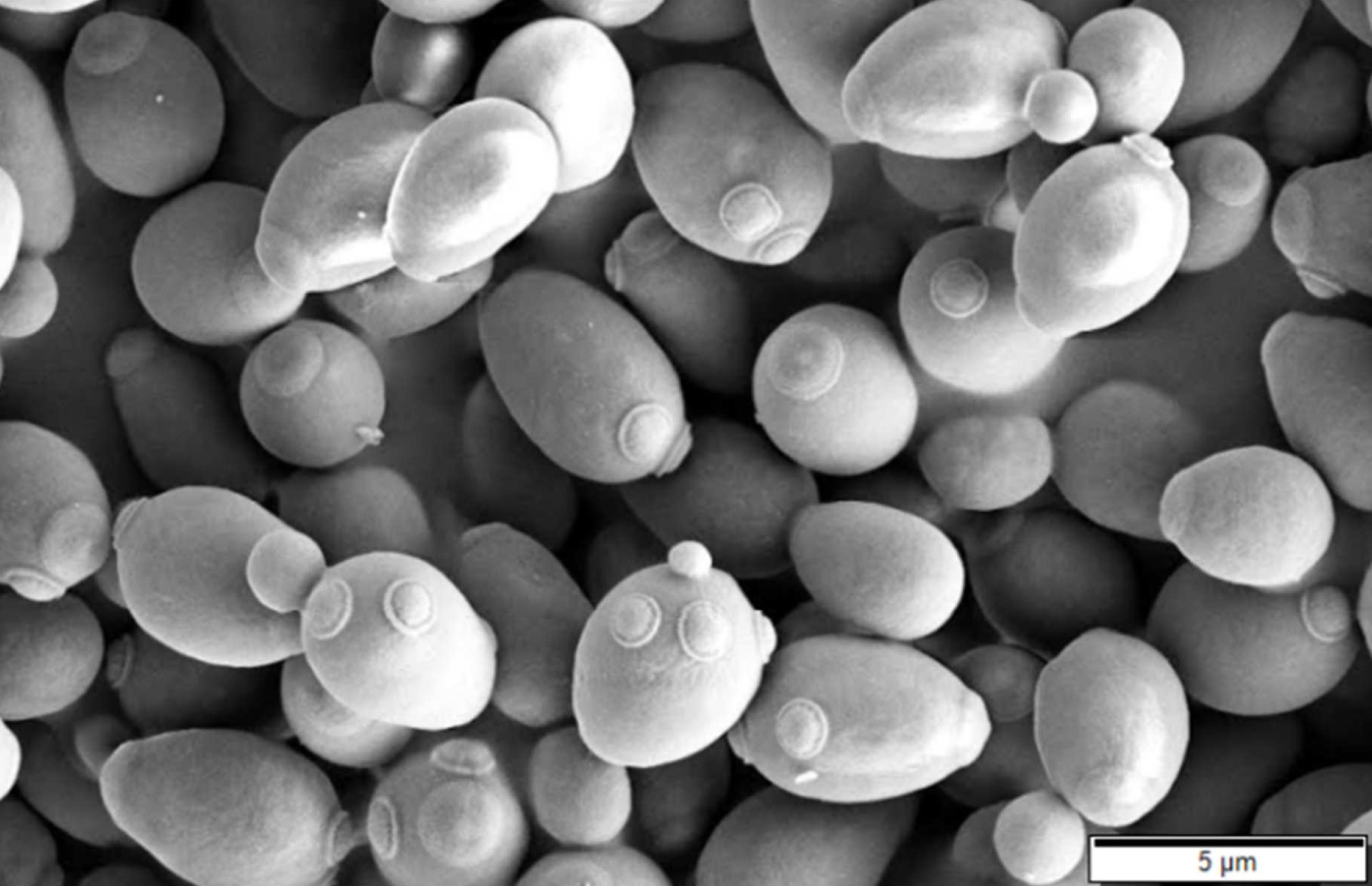
Saccharomyces cerevisiae

Del grup Saccharomyces, el seu principal representant és Saccharomyces cerevisiae, present en la pell del raïm en petites quantitats i en els equips del celler i en el most de fermentació en majors quantitats. Els llevats no Saccharomyces són part de la microbiota natural present en el raïm i en els equips de collita i elaboració del vi, i són presents almenys durant les primeres etapes de la fermentació. Si bé generalment són incapaços de completar la fermentació alcohòlica, la seva aplicació en coinoculació o inoculació seqüencial amb S. cerevisiae és cada vegada més popular, particularment pels seus efectes sobre la composició, el sabor i l'aroma del vi.
En dur a terme un estudi de llevats dut a terme en les varietats de raïm Turan/Agria, Irsai Oliver, Moravian Muscat, Blue Frankish, Dornfelder, Saint Laurent i Dornfelder, s'observa que l'espècie predominant en el raïm és Kloeckera apiculata, la qual pot representar més del 50% de la flora obtinguda del fruit.

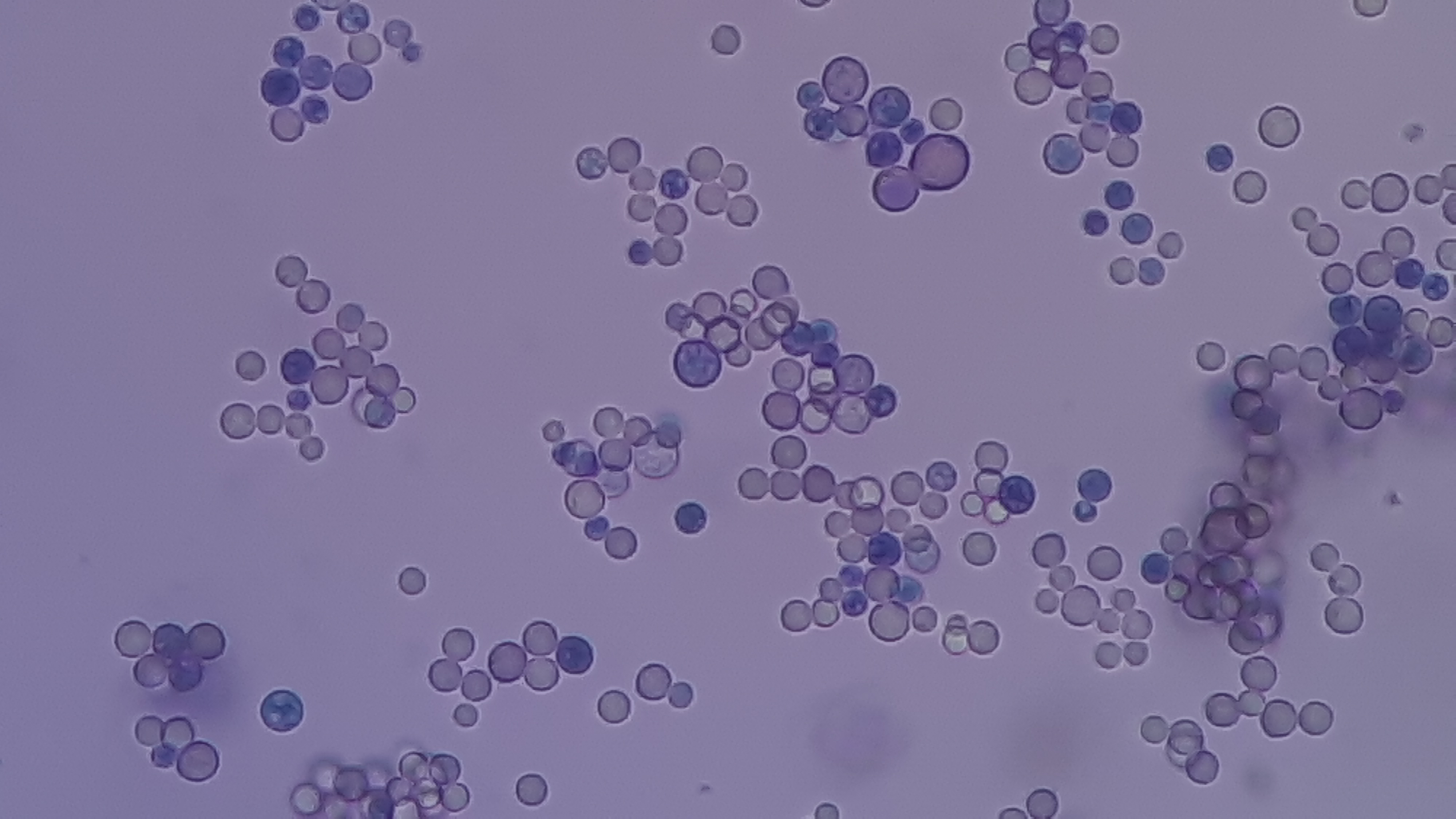
Cryptococcus

També es poden trobar en menors proporcions altres espècies de llevats aeròbics obligats o de fermentació feble amb molt limitada tolerància a l'alcohol. Aquests pertanyen als gèneres Candida, Cryptococcus, Debaryomyces, Issatchenkia, Kluyveromyces, Metschnikowia, Pichia i Rhodotorula. El creixement d'aquestes espècies, conegudes col·lectivament com a llevats no Saccharomyces (o llevats silvestres), es limita als primers 2 o 3 dies de fermentació, després dels quals moren com a resultat de la toxicitat de l'etanol. A mesura que aquests llevats desapareixen, ceps altament fermentatius de les espècies Saccharomyces cerevisiae i Saccharomyces bayanus comencen a multiplicar-se fins a convertir-se en les úniques responsables de la fermentació alcohòlica.
Els llevats presents en el most durant les primeres hores després de l'ompliment dels dipòsits pertanyen al mateix gènere que les presents en el raïm, predominantment Kloeckera (Hanseniaspora). En aquestes condicions de vinificació espontània, els llevats Saccharomyces comencen a desenvolupar-se al voltant de les 20 h i són presents juntament amb la flora de llevats derivada del raïm.
Després del tercer o quart dia de fermentació, predominen els llevats Saccharomyces i són les responsables en última instància de la fermentació alcohòlica. Aquest canvi en la població de llevats està relacionat amb la creixent presència d'etanol, les condicions anaeròbiques i l'ús de sulfits durant la collita i en el most, la concentració de sucre i una major tolerància a les altes temperatures mostrada per S. cerevisiae en comparació amb altres llevats.
Anys després de l'embotellament encara s'hi poden trobar restes sòlides biològiques corresponents a diverses espècies de bacteris i ascomicets.

### Conservació
Si parlem d'un vi jove, com és el cas del Federweisser, ens referim a aquell que no ha tingut criança en bota ni ampolla, per això són vins que es consumeixen al cap de pocs mesos de començar la seva producció. A l'origen, aquest vi només es podia beure a la mateixa regió d'elaboració, en festes locals, com una celebració de la verema. Gràcies a les millores tecnològiques i als camions frigorífics, actualment, aquest producte es pot comprar a supermercats o botigues especialitzades.
Això no obstant, es recomana consumir-lo com més aviat millor, ja que continua fermentant dins de l'ampolla i els alts nivells de carbonització poden donar lloc a una explosió. És per això que els fabricants de Federweisser utilitzen tapes afluixades o orificis perforats a la part superior o bé tapes envoltants per deixar escapar l'excés de gas i així evitar aquest tipus d'incidents.

## Propietats
Tots els ingredients del raïm encara són presents en la beguda Sturm. Sobretot es conserven les vitamines (vitamina B i vitamina C) i els anomenats “polifenols”. Els polifenols són colorants que tenen un efecte beneficiós sobre el cor, els vasos sanguinis i el control de l'obesitat, aconseguir reduir l'IMC d'individus obesos en proves clíniques. Nombrosos ingredients de l'Sturm tenen efectes antiinflamatoris i antioxidants. A més, el resveratrol, que només es troba en el raïm vermell, pot prevenir la inflamació i millorar els nivells de colesterol. Això redueix el colesterol LDL (considerat perjudicial per a la salut) i augmenta el colesterol HDL (considerat beneficiós per a la salut).

## Sturm com a denominació d'origen (DO)
Segons la legislació austríaca, només pot rebre la denominació d'origen Sturm quan ha estat produït a partir de la fermentació parcial de raïm collit i processat a les regions de Weinland, Steierland i Bergland. Qualsevol altre vi amb un procés de producció similar, però amb origen o processament de raïm diferent al de les regions anteriors, haurà d'adoptar la nomenclatura de "Most de raïm parcialment fermentat IGP".
Aquesta mateixa llei, estipula que l'Sturm blanc i negre no poden tenir una graduació alcohòlica superior al 13,5% i 14,5%, respectivament; i també especifica que la quantitat de sucre sense fermentar no està limitada, com si ho estan la resta de vins austríacs.

## Contaminació per micotoxines
La patulina és una micotoxina produïda per fongs filamentosos on cal destacar les espècies Penicillium, Aspergillus i Byssochylamys. Es pot trobar en cereals, pinsos per a animals, purés, compotes, però principalment en sucs de poma no fermentats Si es consumeix en quantitats elevades, pot provocar malalties renals, problemes intestinals i pèrdua de pes.
És molt usual trobar contaminacions per patulina a la producció del Federweisser. Per a la seva detecció, es fa un procediment clàssic segons la norma EN 14177: 2003. En primer lloc, al most tèrbol s'hi afegeix pectinases, uns enzims que descomponen o separen grups pectins, els quals són àmpliament utilitzats en l'àmbit industrial per a la clarificació de sucs i vins, producció de paper, extracció d'olis… En segon lloc, es extreu la patulina amb acetat d'etil i es purifica amb una solució aquosa de carbonat de sodi (Na₂CO₃) mitjançant partició líquid-líquid. En tercer lloc, s'asseca l'extracte en acetat d'etil amb sulfat sòdic anhidre. Finalment, la quantitat de patulina present es determina mitjançant cromatografia líquida d'alta resolució amb detectors d'ultraviolat o matriu de díodes.
Un dels problemes més grans que presenta aquesta tècnica és a l'hora de separar correctament la patulina de l'hidroximetilfurfuraldehid (HMF). Aquest component té una estructura molt semblant a l'estructura de la patulina, per la qual cosa el seu aïllament és de vegades costós. Es tracta d'un subproducte indesitjat però inevitable de la descomposició del sucre a causa d'un tractament tèrmic i la presència del qual pot provocar un gust de cuinat que redueix la qualitat del producte final. Tot i això, gràcies a l'alta qualitat de les columnes cromatogràfiques actuals, els valors falsos positius de patulina s'han reduït considerablement.